# 漢堡港城
漢堡港城 （德語：HafenCity）是德國城市漢堡市中心的一個地區，也是歐洲規模最大的都市更新計劃地區，面積達到2.2平方公里。這一帶在過去曾是自由港，但隨著船舶大型化等原因導致港口轉移。都市更新計劃將這裡的倉庫改為辦公樓、酒店、商舖、住宅等。預計將在2020年至2030年期間完成。

## 圖集

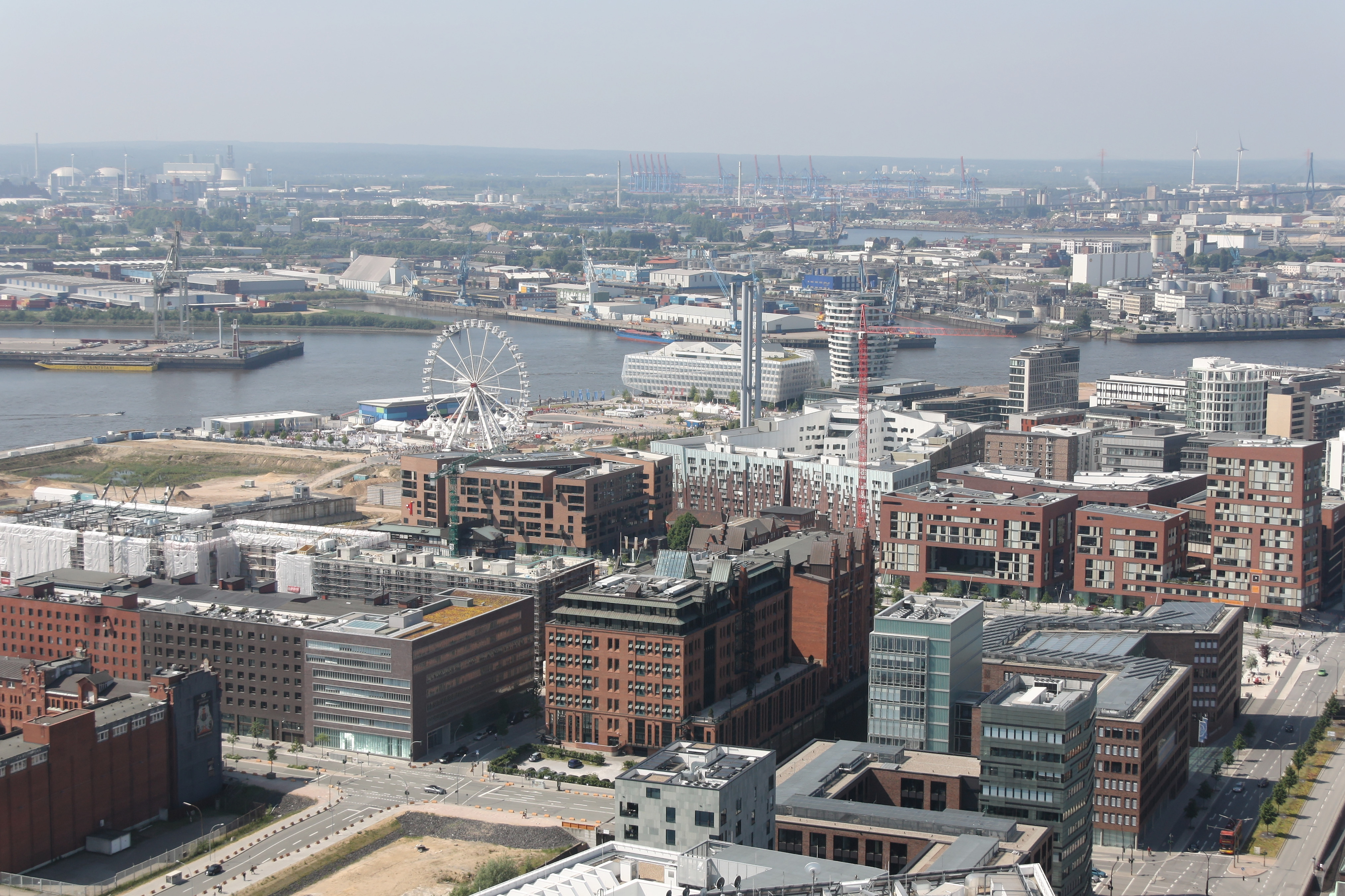
汉堡港城Überseequartier
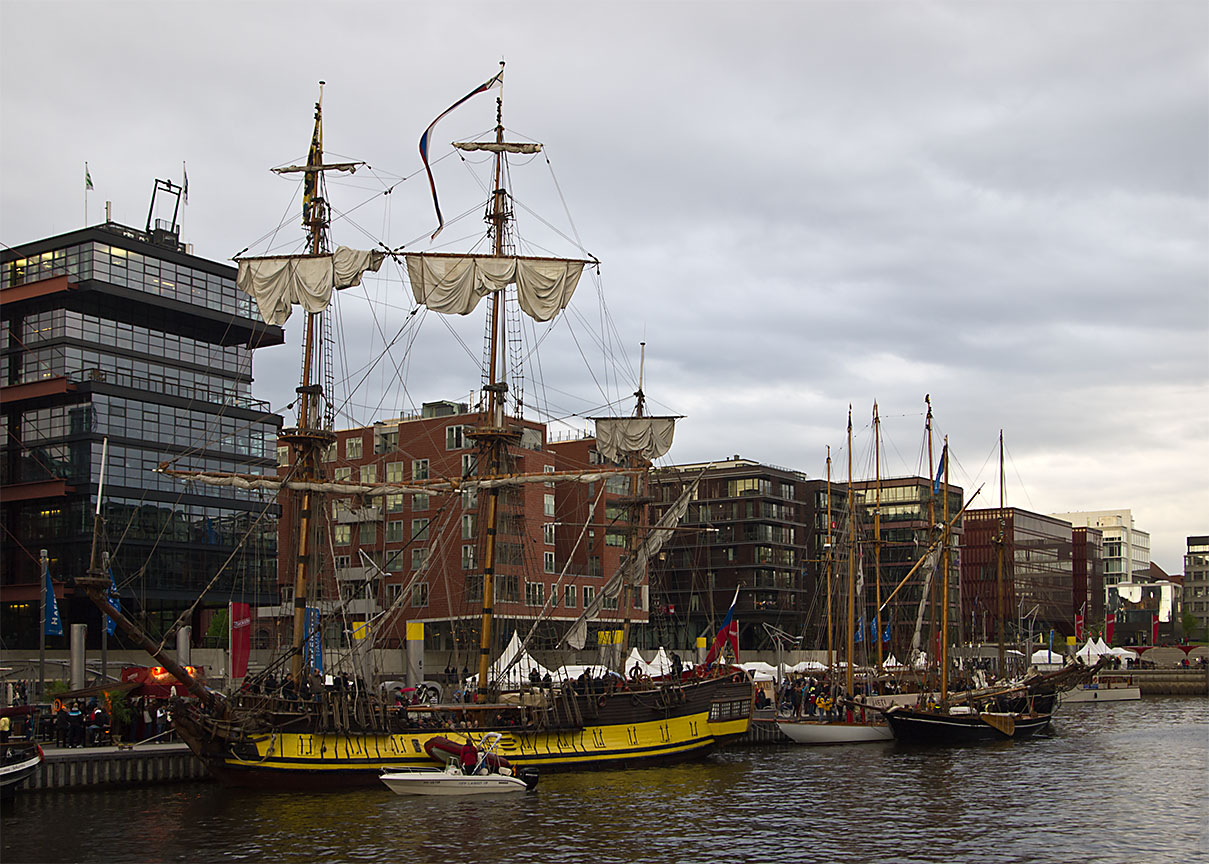
传统帆船
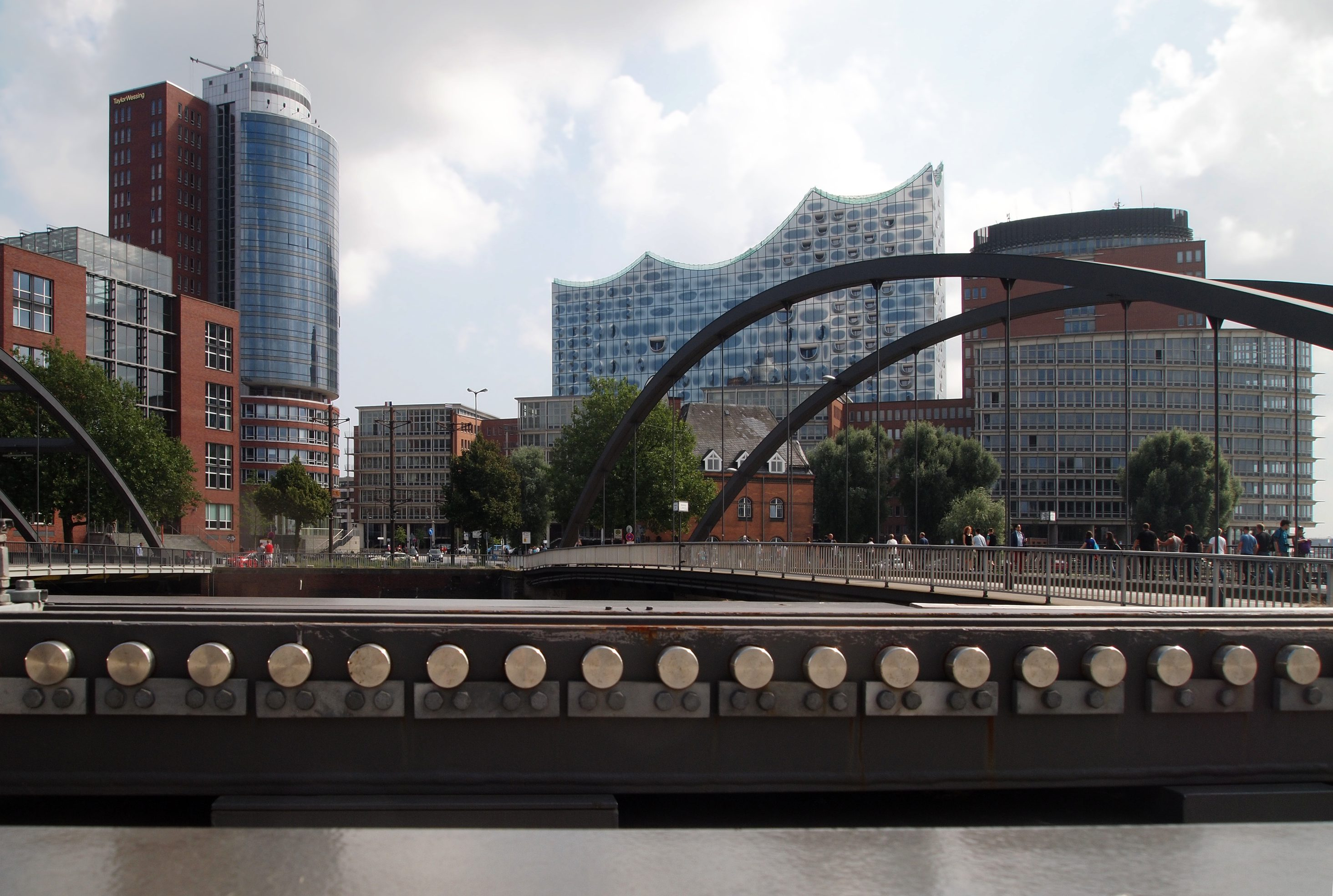
汉萨贸易中心大楼，背景隐约能看到易北爱乐厅
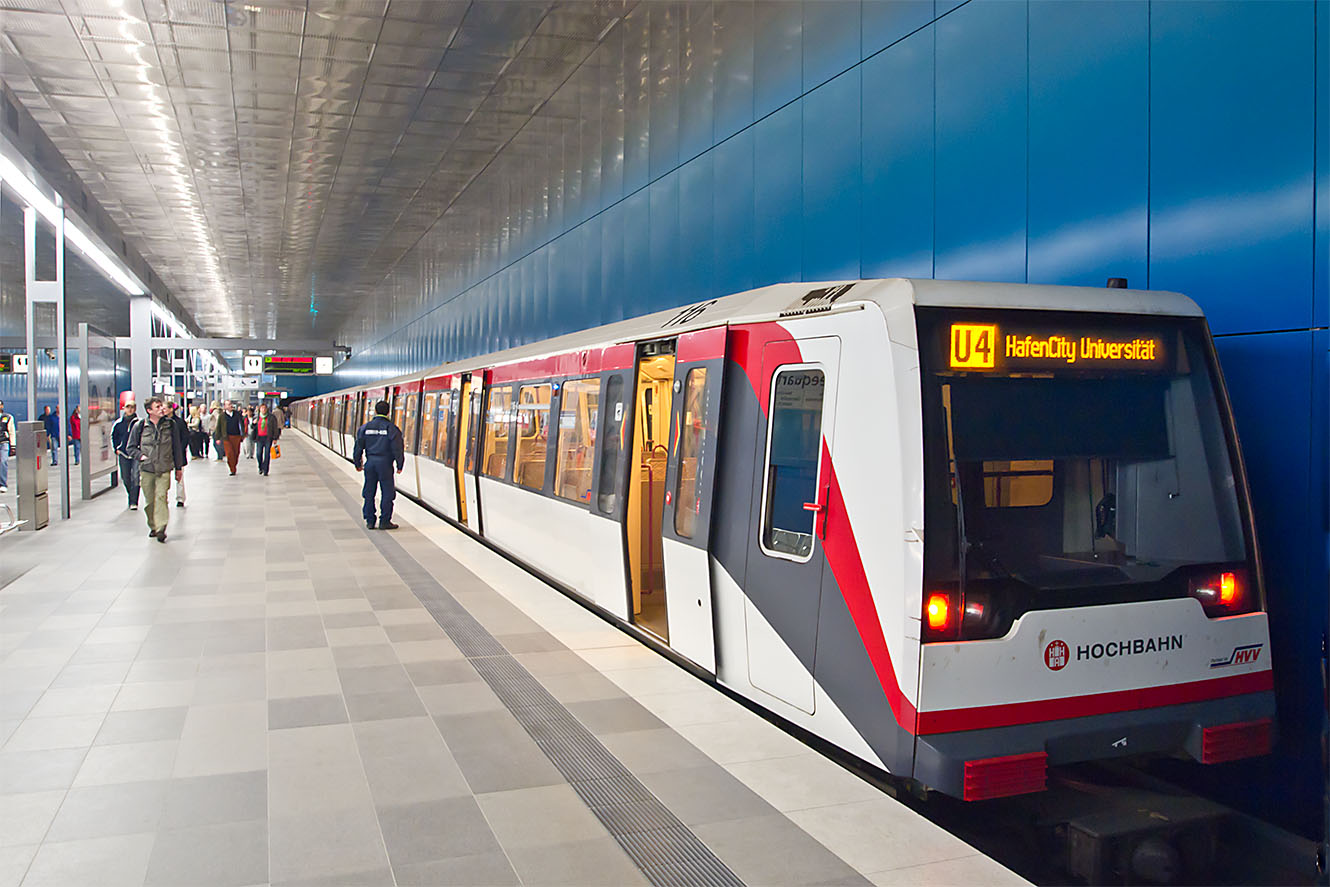
汉堡地铁Überseequartier站